# Лекало

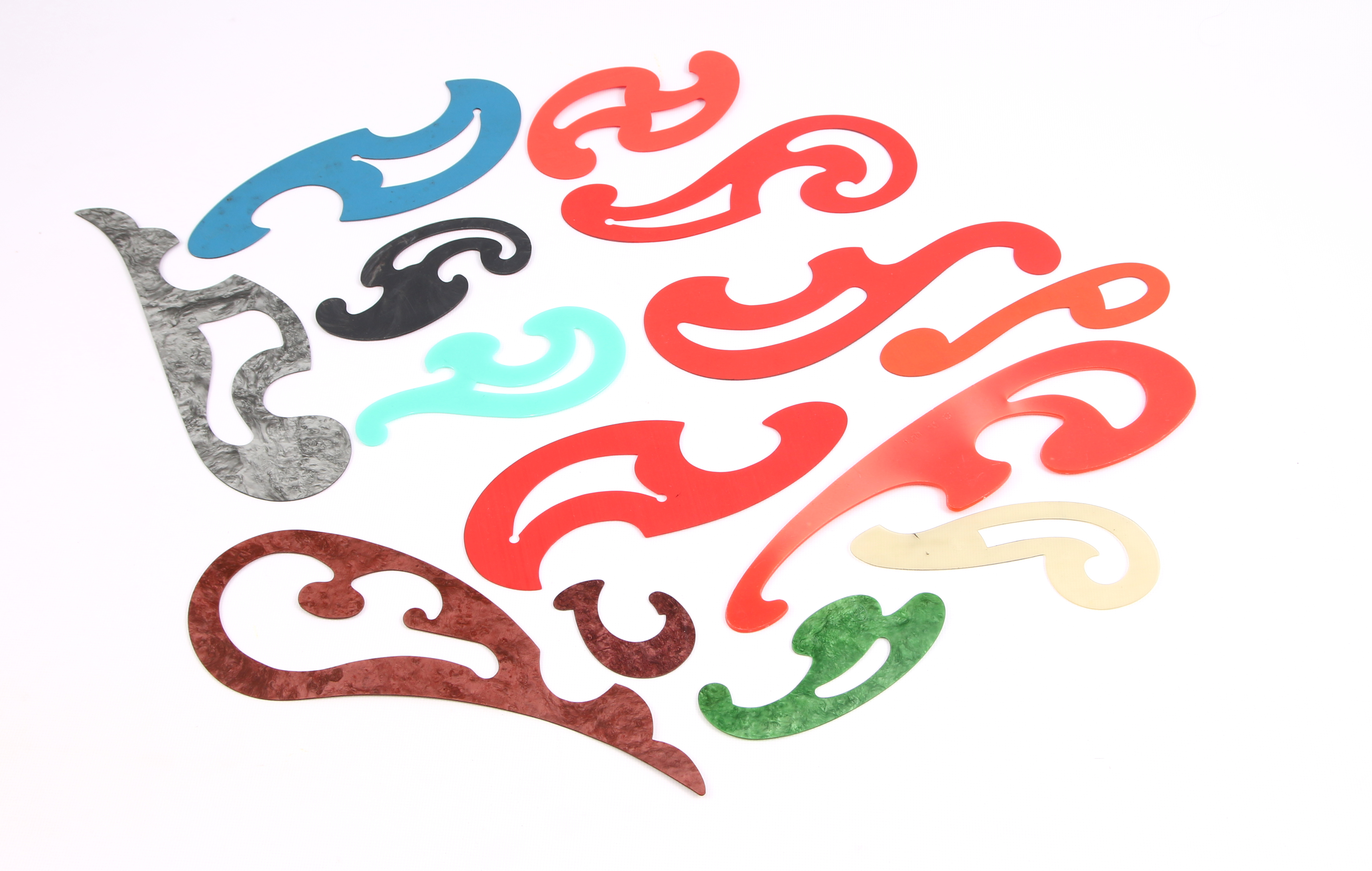
Лекала производства СССР

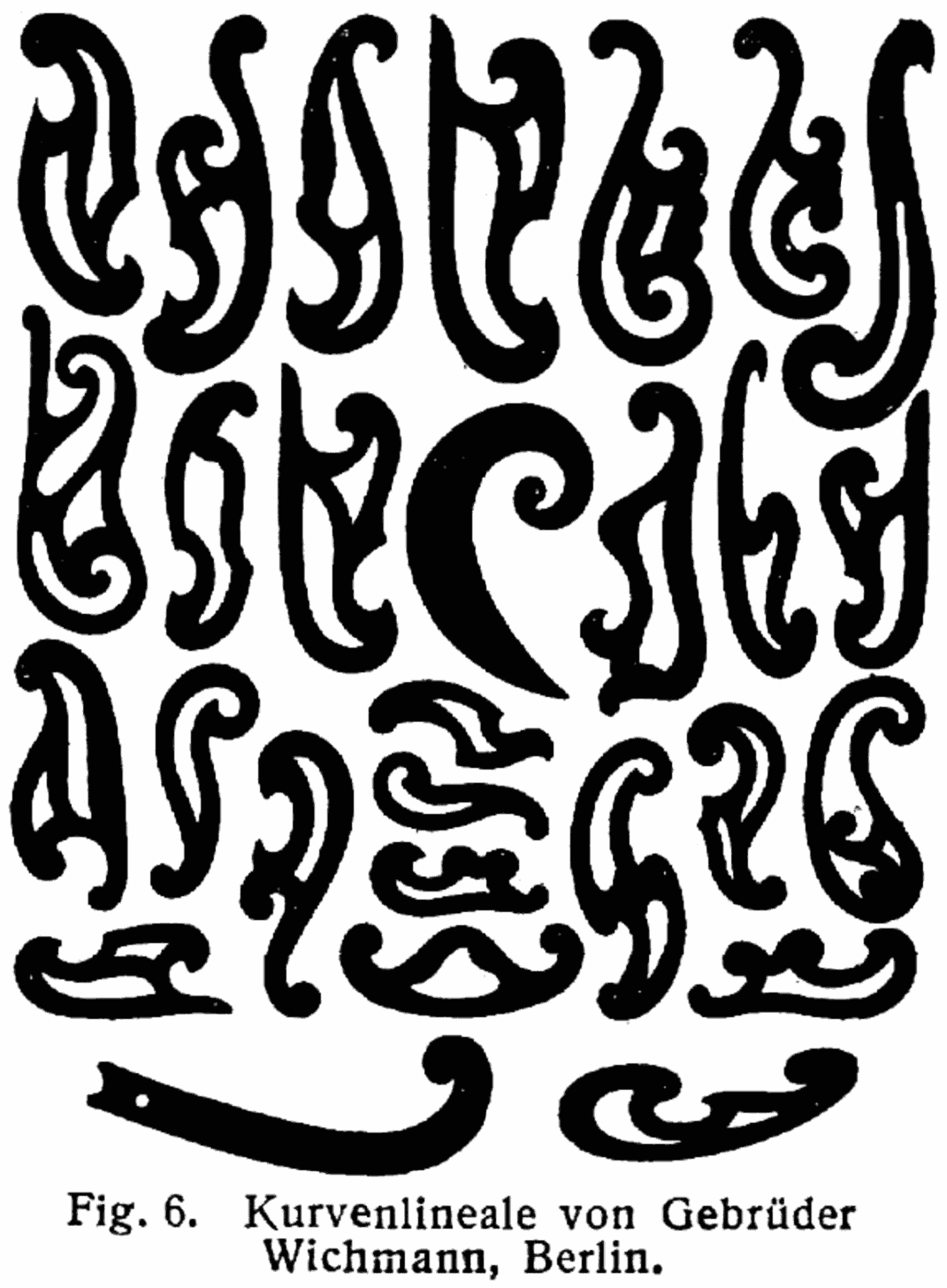
Полный набор лекал Burmester из энциклопедии Lexikon der gesamten Technik (1904 год).

Лека́ло — чертёжный инструмент (образец) для построения или проверки кривых вещей и предметов.

## Описание
Лекало постоянной кривизны представляет собой шаблон, содержащий одну или более разных кривых переменного радиуса. Лекало переменной кривизны — это обычно стальная полоса (линейка) с устройством, изменяющим её кривизну. Существуют также гибкие пластиковые лекала, позволяющие как строить кривые, так и переносить кривые, например для выкройки ткани. К лекалам при черчении прибегают, когда кривую невозможно начертить при помощи циркуля и линейки.
Инструмент позволяет относительно точно строить участки таких кривых, как эллипс, парабола, гипербола, различные спирали.
Построение технических кривых произвольной формы при помощи лекала делается следующим образом: сначала строятся точки кривой с известными координатами. Затем подбирается лекало (или его участок), которое соединяет точки максимально точно и обводится. Лекало позволяет получить плавную кривую без изломов, которые неминуемы, если точки соединить прямыми отрезками. Вместо шаблона можно использовать гибкие лекала, которые можно загибать, чтобы форма максимально соответствовала желаемой. Гибкие лекала также используются для составления выкроек одежды или переноса кривых выкройки на ткань.
Измерительное лекало (профильный шаблон) — бесшкальный измерительный инструмент для контроля криволинейных контуров деталей. Измерение обычно производится оценкой ширины просвета между лекалом и деталью либо при помощи щупа, который вводится в щель.
Современные компьютерные системы проектирования (САПР) используют алгоритмы интерполяции (например, по Лагранжу) для получения максимально точных радиусов кривых. Так как практически всё современное проектирование производится исключительно с использованием компьютера в специализированном программном обеспечении (часто способном не только строить чертежи и 3D-модели, но и производить сложные расчёты сопротивления материалов, теплопроводности, аэро- и гидродинамики), то физические лекала для черчения стали не нужны, но по-прежнему используются в художественных целях, при ручной работе с тканью, кожей и т. п.
Форму, напоминающую лекала, имеют музыкальные скрипичный и басовый ключи.

## История
Изобретение лекала улучшило качество чертежей, позволив проводить кривые линии, и дало людям возможность создавать более качественные построения и изделия.